# شهرستان زاویرچیه
شهرستان زاویرچیه (به لهستانی: Powiat Zawiercie) یک شهرستان در لهستان است که در استان سیلسیان واقع شده‌است. شهرستان زاویرچیه ۱٬۰۰۳٫۲۷ کیلومتر مربع مساحت و ۱۲۴٬۱۲۷ نفر جمعیت دارد.